# Джаферов, Фазир Шихбабаевич
Фазир Шихбабаевич Джаферов (также известный под псевдонимом Фазир Муалим) — российский дагестанский поэт, переводчик и театральный критик. Член Союза писателей России. Основатель литературного объединения «Верба».

## Биография
Родился в селе Цнал Хивского района Дагестанской АССР в крестьянской семье, мать — колхозница и ковровщица, отец — рабочий. Русский язык выучил лишь в 12 лет.
Учился в Дагестанском государственном университете на факультете иностранных языков. Не окончив обучение там, перешёл на учёбу в московский Литературный институт (факультет поэзии).
Печатался в газете «Литературная Россия», журналах «Дон», «Нана», «Вайнах», «Дарья». В 2010 году вышла в свет его книга стихов «И так далее».
C 2019 года — учитель английского языка в Цнальской СОШ. Собирает фольклор на лезгинском языке.
Творческий псевдоним Джаферова «Муалим» в переводе с лезгинского означает «учитель».
Фазир Джаферов выступает против вторжения России на Украину.

## Оценка творчества
Борис Кутенков отмечал: «Фазир Муалим, по собственному признанию, знает и любит родной, лезгинский, язык, но на русском заговорил к 12-ти годам. Этот факт не случаен — ибо для начала нужно отметить, что автор представляет срез поэтики, особенности которого обусловлены языковым билингвизмом… Даже при беглом чтении как представленной подборки, так и книг Фазира, бросается в глаза рифменная искусность (свойственная отнюдь не всем русским по национальности авторам) и ритмическая вариативность». Литературный критик Яна-Мария Курмангалина писала, что у Фазира Джаферова имеется свой почерк, своя особая интонация: «В его стихах сочетается и дух национальной самоидентичности, и русская поэтическая традиция, и глубокий духовный опыт познания мира, бога, своей роли на долгом пути». Максим Атякшев («Независимая газета») оценивает Фазира Муалима как поэта-суфия, автора глубоких и по-восточному ярких мистических стихов.